# ICub
Os iCub são pequenos robôs humanóides desenvolvidos pela RobotCub Consortium, num projeto envolvendo diversas universidades da Europa e cujo objetivo é entender como funciona a consciência humana.